# Iljinskaja Sopka
Iljinskaja Sopka (ros. Ильинская Сопка) – stratowulkan na półwyspie Kamczatka w Rosji.

## Geografia
Iljinskaja Sopka leży nad północno-wschodnim brzegiem Jeziora Kurylskiego na południu Kamczatki . Wznosi się na wysokość 1578 m n.p.m.
Wulkan powstał ok. 7600 lat temu na północno-wschodnim krańcu kaldery powstałej najprawdopodobniej w wyniku zawalenia się wcześniejszego wulkanu  wskutek trzęsień ziemi towarzyszących erupcji kaldery Jeziora Kurylskiego . Strumienie lawy pokrywają większość północnych zboczy wulkanu .
Wulkan leży w obrębie rezerwatu przyrody „Jużno-Kamczatskij” i parku przyrody „Wulkany Kamczatki” (do 2010 roku na terenie parku przyrody „Jużno-Kamczatskij”)  – a od 1996 roku znajduje się na obszarze wpisanym na listę światowego dziedzictwa kulturowego UNESCO pod nazwą „Wulkany Kamczatki” .

## Aktywność
Początkowe erupcje wulkanu, w okresie 7600–6500 lat temu, przyniosły strumienie bazaltowej i andezytowej lawy oraz tefrę . Następnie wulkan drzemał przez 1700 lat, a do kolejnej dużej erupcji doszło ok. 4850 lat temu . Ostatnia odnotowana erupcja miała miejsce w 1901 roku . W wyniku tego wybuchu po jego północno-wschodniej stronie powstał krater o szerokości 1 km .